# Koi no Cute Beat / Mister U.S.A.
Singles par Super Monkey's 4
Dancing Junk
(1993)
 Koi no Cute Beat / Mister U.S.A.  (恋のキュート・ビート／ミスターU.S.A.) est le premier single des Super Monkey's sorti sous le label Toshiba-EMI. C'est le seul single du groupe à être sorti sous son nom d'origine. Trois mois après la sortie, leur membre aîné, Anna Makino, a quitté le groupe.

## Clip musical
Bien que les fans aient eu des copies des clips vidéo des trois derniers singles du groupe, l'existence de clips vidéo pour les premiers singles du groupe était incontestable jusqu'à ce qu'une copie numérique de mauvaise qualité de Mister U.S.A. apparaisse sur Internet à partir d'un site Web japonais proposant des fichiers vidéo liés au groupe, MAX.
Le clip semble avoir été tourné presque entièrement sur fond bleu, à l'exception d'une scène où le groupe exécute une routine de danse ensemble. Les autres scènes du clip montrent les membres du groupe à travers le monde, dans des endroits comme la Chine et l'Égypte.

## Spectacles en direct et autres utilisations
Namie Amuro est apparue pour la première fois dans l'émission Hey!Hey!Hey! Music Champ de Downtown en mars 1995. Cependant, sa première rencontre à l'antenne avec le duo comique a eu lieu lors de l'une de leurs premières émissions de télévision en 1992, où elle a interprété Mister U.S.A. avec le reste du groupe. Koi no Cute Beat a été présenté comme thème de fin du programme de variétés Kuizu Sekai wa Show de Shobbai!! et Mister U.S.A. a été utilisé dans une publicité pour la glace aux céréales Lotte. Le groupe est apparu dans les publicités dans ce qui était leur premier contrat de sponsoring majeur. Ils ont continué à faire des publicités ultérieures pour la société.

## Liste des titres
1. Koi no Cute Beat (恋のキュート・ビート?) (auteur: Minoru Komorita) - 4:59
2. Mister U.S.A. (ミスターU.S.A.?) (Masao Urino, Minoru Komorita) - 4:31
3. Koi no Cute Beat (Original Karaoke) (Minoru Komorita) - 4:59
4. Mister U.S.A. (Orignal Karaoke) (Minoru Komorita) - 4:27

## Membres
- Namie Amuro - chant, chœurs
- Anna Makino - chœurs
- Minako Ameku - chœurs
- Nanako Takushi - chœurs
- Hisako Arakaki - chœurs